# Javi Rodríguez
Javi Rodríguez Nebreda (znany jako Javi Rodríguez) – futsalowiec, kapitan swojego klubu FC Barcelona oraz reprezentacji Hiszpanii.

## Sukcesy
- 2x Mistrzostwo Hiszpanii (1999/2000, 2000/2001)
- 1x Superpuchar Hiszpaniia (2004)
- 1x Klubowy Puchar Europy (2001)
- 2x UEFA Futsal Cup (2002, 2003)
- 2x FIFA Futsal World Cup (2000, 2004)
- 1x finalista FIFA Futsal World Cup (2008)
- 4x UEFA Futsal Championship (2001, 2005, 2007, 2010)
- 1x król strzelców UEFA Futsal Championship (2010)
- 1x LNFS MVP (2001)